# Elsa Munscheid
Emilie Friederike Elsa Munscheid (* 16. Juli 1881 in Dresden; † 20. August 1956 ebenda) war eine deutsche Tier- und Landschaftsmalerin und Grafikerin.

## Leben
In der Zeit von 1901 bis 1908 studierte sie an der Dresdner Kunstakademie und war Schülerin bei Franz Gustav Hochmann und Emanuel Hegenbarth. Um 1909 arbeitete sie freischaffend in Dresden und entwickelte sich zu einer bedeutenden Tier- und Landschaftsmalerin. Sie war Mitglied der Gruppe Dresdner Künstlerinnen und des Vereins bildender Künstler Dresden. Um 1912 unternahm sie anatomische Studien an der Tierärztlichen Hochschule Dresden. Bilder der Dresdner Heide und verschiedene Tierdarstellungen, insbesondere von Pferden, und weitere Werke sind im Besitz des Freistaates Sachsen und der Stadt Dresden. Sie wohnte in Dresden-Loschwitz in der elterlichen Villa Alpenrose. Teilnahme an verschiedenen Kunstausstellungen, u. a. 1934 in Dresden auf der Sächsischen Aquarell-Ausstellung.
Der Bildindex der Kunst & Architektur nennt drei ihrer Bilder als Exponate auf der Dritten Deutschen Kunstausstellung 1953 in Dresden.  Lt. Katalog war sie auf dieser Ausstellung aber nicht vertreten.